# Alfred Tissières
 Alfred Tissières, né le 14 octobre 1917 à Martigny et mort le 7 juin 2003 à Thônex, est un biologiste moléculaire suisse.
Il est connu comme un pionnier de la mise en évidence du rôle des ribosomes dans la  biosynthèse des protéines et l’initiateur des études sur les protéines de choc thermique synthétisées par des cellules soumises à un stress.

## Biographie

### Origine et famille
Alfred Tissières naît le 14 octobre 1917 à Martigny, dans le canton du Valais. Il est originaire de la commune voisine d'Orsières. Son père, Jules Tissières, est conseiller national conservateur catholique de 1911 à 1918 ; sa mère se nomme Joséphine de Bourgknecht. Il a un frère aîné, Rodolphe Tissières, conseiller national conservateur catholique de 1967 à 1975 et cofondateur de la Patrouille des glaciers.
Il épouse Virginia Wachob, de nationalité américaine.

### Études et parcours professionnel et scientifique
Après des études de médecine à Lausanne, où il obtient un doctorat en 1946, Alfred Tissières part faire une thèse en Angleterre à Cambridge, au Molteno Institute for Research in Parasitology (en) dans le laboratoire de David Keilin. De 1951 à 1952, il effectue un stage post-doctoral dans le laboratoire de Max Delbrück au California Institute of Technology ,. Il y travaille sur la respiration des entérobactéries avec Herschel K. Mitchell (en). En 1953, il retourne à Cambridge comme research fellow au King's College
De 1957 à 1961, il est research associate auprès de James Watson à Harvard,. Il y effectue un travail pionnier sur les ribosomes d’Escherichia Coli, structures qui venaient d'être décrites par microscopie par George Palade . Tissières montre que ceux-ci sont composés de deux sous-unités et qu’ils sont liés à des acides ribonucléiques messagers ou ARN messagers.
Puis, pendant un court séjour à l’Institut Pasteur dans le laboratoire de Jacques Monod en 1959 il montre, avec François Gros rencontré à Harvard[réf. nécessaire], que les ribosomes sont capables d’incorporer des acides aminés dans des protéines ,. Lors de sa conférence de réception du prix Nobel en 1968, Marshall Warren Nirenberg cite ce travail comme ayant été décisif pour ses propres découvertes .
En 1963, Alfred Tissières est nommé professeur à l'Université de Genève  où il crée un laboratoire qui se consacre à l'étude des ribosomes. En 1972, il effectue un séjour sabbatique dans le laboratoire d'Herschel K. Mitchell (en) au California Institute of Technology . Il y découvre que des cellules de mouche soumises à un stress de type choc thermique synthétisent des protéines particulières. Cette synthèse était à rapprocher des « puffs » décrits en 1962 par Ferruccio Ritossa (en) sur des chromosomes polytènes de glandes salivaires de mouche soumises aux mêmes stress. Ces « puffs » étaient l’indice d’une transcription d'ADN en ARN ce qui suggérait que les stress déclenchaient l'expression de gènes. Ainsi ce travail de Tissières établissait la correspondance entre les « puffs » et la synthèse d’un groupe de protéines qui furent appelées protéines de choc thermique ou heat shock proteins. Depuis, de très nombreuses études dans des domaines très variés de la biologie sont consacrées à ces protéines qui sont à l'origine du concept de protéine chaperon.
À partir de 1973, son laboratoire se consacre à la caractérisation des protéines de choc thermique et de la régulation de la transcription en ARN messager des gènes correspondants.[réf. nécessaire]

### Autres activités
Alpiniste chevronné, Alfred Tissières est parmi les premiers à gravir la face sud du Täschhorn et l'arête nord de la Dent Blanche. En 1954, avec le club alpin de Cambridge, il tente sans succès l’ascension du Rakaposhi (7780 m) au Pakistan avec George Band l’un des membres de l’équipe qui avait vaincu l’Everest en 1953.
Alfred Tissières a milité pour la paix et le désarmement nucléaire en participant à plusieurs réunions du mouvement Pugwash de 1990 à 2000.

## Prix
- Prix Marcel-Benoist en 1966[1]

## Sociétés savantes
- Membre du conseil de l’Organisation européenne de biologie moléculaire (EMBO) de 1968 à 1973[1]

## Postérité
La Cell Stress Society International, fondée en 1999, offre depuis 2005 un prix annuel (bisannuel jusqu'en 2019) en mémoire d'Alfred Tissières à un jeune chercheur, le prix Alfred Tissières Young Investigator Award.

## Principales contributions scientifiques
- Localization of the heat shock-induced proteins in Drosophila melanogaster tissue culture cells (1980) A P Arrigo, S Fakan, A Tissières Dev Biol 1980 Jul;78(1):86-103. doi: 10.1016/0012-1606(80)90320-6.

- Protein synthesis in salivary glands of Drosophila melanogaster: relation to chromosome puffs (1974) A Tissières, H K Mitchell, U M Tracy ; J Mol Biol Apr 15;84(3):389-98. doi: 10.1016/0022-2836(74)90447-1.

- Amino acid incorporation into proteins by Escherichia Coli ribosomes (1960) Tissieres A, Schlessinger D, Gros F. Proc Natl Acad Sci U S A. Nov;46(11):1450-63. doi: 10.1073.

- Ribonucleoprotein particles from Escherichia coli. Tissieres A, Watson JD. (1958)  Nature. Sep 20;182(4638):778-80. doi: 10.1038.

- Mendelian and Non-Mendelian Factors Affecting the Cytochrome System in Neurospora Crassa. (1953) Mitchell MB, Mitchell HK, Tissieres A. Proc Natl Acad Sci U S A. Jul;39(7):606-13. doi: 10.1073.